# Sexuelle Skripte
Sexuelle Skripte sind eine Theorie von John Gagnon und William S. Simon über die Entstehung sexueller Verhaltensweisen. Sie wurde 1973 in ihrem Buch Sexual Conduct erstpubliziert.

## Grundlagen
Die Autoren lehnen die Theorie von Sigmund Freud und der Psychoanalyse über einen Sexualtrieb ab. Das Sexualverhalten sei deutlich komplexer als dass es durch einen von Natur aus gegebenen Trieb erklärt werden könnte. Betont werden die kulturanthropologischen und historischen Unterschiede im Sexualverhalten, die nicht mit der freudschen Triebtheorie übereinstimmen könnten. So würde die sogenannte Latenzphase, die als aus natürlichem Trieb postulierte Quantitätsabnahme sexuellen Verhaltens bei älteren Kindern, durch Unterdrückung und Bestrafung ausgelöst. In anderen Kulturkreisen, wo das kindliche Sexualverhalten geduldet oder sogar gefördert wird, sei diese Abnahme nicht zu erkennen.
Die Theorie basiert auf dem mikrosoziologischem Symbolischem Interaktionismus und ist heute allgemein in der Soziologie und der Sexualwissenschaft anerkannt.
Zu beachten ist, dass die Theorie der Sexuellen Skripte nur die Entwicklung des Sexualverhaltens erklärt, sie beschäftigt sich nicht mit der sexuellen Orientierung inklusive abweichender sexueller Präferenzen. Unter Sexualverhalten werden dabei nicht nur konkrete sexuelle Handlungen verstanden, sondern auch die Einordnung und Bewertung von möglicherweise sexuellem Verhalten.

## Entwicklung sexueller Verhaltensweisen
Ein Mensch lernt durch Beobachtung (Sozialkognitive Lerntheorie), verbale Interaktion und sonstige Beeinflussung, welche Verhaltensweisen es gibt und wie diese von den für die Sozialisation bedeutsamen Instanzen bewertet wird. Der Input wird dabei von Eltern, sonstigen Verwandten, Peers, Schule, Medien, sozialen Gruppen wie Prominenten oder Personen mit gleicher sexueller Präferenz und anderen ausgesendet und unterschiedlich stark wahrgenommen. Der Lernprozess ist im frühen Kindesalter am stärksten, setzt sich aber permanent fort. Im Lauf des Lebens lernt der Mensch dabei auch, Verhaltensweisen als sexuell zu bewerten und diese unter weiterer Beeinflussung der eigenen moralischen Ansichten als eigene Verhaltensweisen mittels Stimulus-Response-Mustern zu adaptieren. Eine nicht unwichtige Beeinflussung auch für das Sexualverhalten ist die Zuordnung zu einem Geschlecht und die entsprechend nicht-geschlechtsneutrale Erziehung.
Neben den konkreten sexuellen Handlungsweisen werden dabei auch die Erkennung von sexuellen Handlungen und deren Bewertung erlernt. So werden die verschiedenen Formen des Kusses je nach Kultur unterschiedlich bewertet: Dieselbe Form eines Kusses ist in einer Kultur Ausdruck sexueller Anziehung, in einem anderen Land hingegen eine nicht sexuell gemeinte Freundschaftsbekundung. Auch die Masturbation wird unterschiedlich wahrgenommen. Während sie in Westeuropa des 21. Jahrhunderts immer als sexuelle Handlung wahrgenommen wird, ist sie unter anderem in vielen Gebieten Mittelamerikas ein beliebtes Verfahren zur Beruhigung von Babys und Kleinkindern und wird in diesem Fall nicht als Sex angesehen.
Ein so geskripteter Mensch trifft später auf einen Sexualpartner, der wiederum ein eigenes, vielleicht völlig anderes Skripting besitzt. Es erfolgt eine entsprechende Annäherung an ein gemeinsames, für beide akzeptables Sexualverhalten. Ist dies nicht möglich, ist in der Regel kein für beide Seiten befriedigendes Sexualverhalten und damit nach westlichem Verständnis meistens auch keine partnerschaftliche und gleichberechtigte Beziehung möglich. Sexuelle Skripte besitzen somit nicht nur eine intrapsychische, sondern auch eine interpersonale Wirkung.
Das erlernte Sexualverhalten hat dabei auch einen Einfluss auf die subjektive moralische Bewertung sexueller Verhaltensweisen, da als akzeptabel wahrgenommenes Sexualverhalten auch eher als akzeptabel bewertet wird. Aufgrund von sexuellem Wertpluralismus vor allem in westlichen und industriellen Gesellschaften, in denen Meinungsfreiheit einen hohen Stellenwert besitzt und Tabus keinen großen Einfluss besitzen, ist die Sexualmoral dabei aber auch innerhalb eines Kulturkreises teilweise unterschiedlich.